# Arthroleptides dutoiti
Arthroleptides dutoiti Loveridge, 1935 è un  anfibio anuro, appartenente alla famiglia Petropedetidae.

## Distribuzione e habitat
La specie è un endemismo del monte Elgon; è stata descritta sulla base di esemplari provenienti dai torrenti del versante kenyano del monte, ed è possibile che sia presente anche nella parte ugandese.

## Conservazione
La Lista rossa IUCN classifica Arthroleptides dutoiti come specie in pericolo critico/possibilmente estinta: ripetute ricerche nelle aree dove erano stati rinvenuti i primi esemplari hanno dato esito negativo, ma non si può tuttavia escludere che la specie sopravviva in aree adiacenti non ancora individuate.